# 大阪瓦斯ビルヂング
大阪瓦斯ビルヂング（おおさかがすビルヂング）は、大阪市中央区の船場、御堂筋沿いにある登録有形文化財の建築物。通称「大阪ガスビル」または「ガスビル」。大阪ガスの本社である。

## 沿革
安井武雄の設計で1933年（昭和8年）に竣工。当時最新式のモダンな建物と言われ、竣工当時、建物内には事務所のほか、ガス用品陳列場、講演場、美容室、理髪場、ガス料理講習室、食堂などが設けられ、一般に開放されていた（講演場は1965年に廃止）。8階の食堂は本格欧風料理を提供することで評判になり、現在も竣工当時の雰囲気を留めた食堂として営業を続けている。地下2階には自動車駐車場も設けられていた。
1945年（昭和20年）の大阪大空襲では、周りが焼け野原になる中、被害を免れた。日本敗戦後の同年10月4日には、占領軍が2階講演場ならびに6階以上などを接収し、1952年（昭和27年）5月22日の接収解除まで第2宿舎として供された。1966年（昭和41年）には安井の後継者で安井建築設計事務所社長（当時）の佐野正一による設計で北館増築が竣工。現在も大阪ガスの本社屋として使用されている。また、大阪ガスが野村財閥の中核企業だったことから、1階には大阪野村銀行の後身であるりそな銀行の御堂筋支店が入っている。
南館は2002年12月の文化審議会答申を受け、2003年3月に「大阪ガスビルディング」の名称で国の登録有形文化財として登録された。また2003年9月には、現存する重要なモダニズム建築物として「DOCOMOMO JAPAN選定 日本におけるモダン・ムーブメントの建築」に選ばれた。生きた建築ミュージアム・大阪セレクション第1期（2013-2014年度）にも選定された。北館も2023年11月の文化審議会答申を受け、2024年3月に「大阪ガスビルディング北館」として登録有形文化財に登録された。
2022年、ガスビル西側の大阪ガス社有地（西用地）で複合ビルの建設を進めるとともに、ガスビル自体も今後老朽箇所の補修を進めるなどのリノベーションを検討していくことが発表された。西用地は現状は駐車場であるが、この用地を保有資産の価値向上の目的で、仮称「西新ビル」として大阪ガスグループの関係各社の本社機能移転を含め、外部企業への賃貸を行う商業テナントビルとしての活用も検討する。なおガスビルの保存については保存検討委員会を設け、有識者などの意見を被り、保存方法の検討を進めていくとしている。

## 建築
外観から見て一般的にはアール・デコ様式とされる。しかし安井武雄はこの設計では東洋風な装飾を捨て、近代合理主義様式に接近した。本人が「使用目的及ビ構造に基ケル自由様式」と説明する通り、そのモダンな形態は必ずしも外からもたらされたものではなく、御堂筋という立地条件・ガス事業の公共性等を含めた瓦斯ビルの機能から割り出されてきたものとされ、この建築姿勢には村野藤吾、渡辺節に通ずるものがあると指摘されることもある。2年後に同じ御堂筋にそごう百貨店を設計することになる村野藤吾の眼には「都市建築の美の極致」に映ったという。
藤森照信は大阪ガスビルの様式について、アール・デコ様式が持つ鉱物感覚が高純度に洗練されたもの、としている。

## 交通アクセス
- Osaka Metro御堂筋線・京阪電気鉄道本線 淀屋橋駅
- Osaka Metro御堂筋線・四つ橋線・中央線 本町駅